# 요시모토자카46
요시모토자카46(일본어: 吉本坂46 요시모토자카 훠티식쿠스[*])는일본 혼성 아이돌 그룹이다.

## 개요
요시모토 무겐다이 홀에서 《거대 프로젝트 발표 기자회견》에서 아키모토 야스시의 프로듀스에 의해, 노기자카46, 케야키자카46에 관련한 사카미치 시리즈 제3탄 그룹 〈요시모토자카46〉의 결성이 발표되었다.
멤버는 요시모토흥업 그룹에 소속하는 탤런트 약 6000명 중에서 오디션으로 결정하고, 나이와 성별도 불문으로 한다.
2018년 8월 20일, 정식 멤버 46명이 결정되었다. VTR 출연한 아키모토부터 2기생 모집이 발표되었다.
코로나19 확산을 이유로 2022년 2월 5일에 개최되는 애니버서리 라이브를 기해 활동을 휴지했다.

## 멤버

### 1기생
| 이름              | 일본어 표기             | 요미가나                   | 소속 그룹 및 콤비   | 직함                   | 비고                       |
| ----------------- | ----------------------- | -------------------------- | ------------------- | ---------------------- | -------------------------- |
| 아논              | A-NON                   | アノン                     |                     | 핑퐁선수               |                            |
| 이케다 나오토     | 池田直人                | いけだ なおと              | 레인보우            | 예능인                 |                            |
| 이와하시 요시마사 | 岩橋良昌                | いわはし よしまさ          | 플러스·마이너스     | 예능인                 |                            |
| 우나키 카스히로   | 鰻和弘                  | うなぎ かずひろ            | 긴샤리              | 예능인                 |                            |
| 에하라 마사히로   | エハラマサヒロ          | エハラマサヒロ             |                     | 예능인                 |                            |
| 엔도 쇼조         | 遠藤章造                | えんどう しょうぞう        | 코코리코            | 예능인                 |                            |
| 오오타 토모히로   | 多田智佑                | ただ ともひろ              | 토트                | 예능인                 |                            |
| 오오치 요스케     | 大地洋輔                | おおち ようすけ            | 다이논              | 예능인                 |                            |
| 오가타 타카히로   | 尾形貴弘                | おがた たかひろ            | 팬더                | 예능인                 |                            |
| 오가와 하루나     | 小川暖奈                | おがわ はるな              | 스파이크            | 예능인                 | 한정 센터                  |
| 오키 시즈카       | 旺季志ずか              | おうき しずか              |                     | 각본가, 소설가, 연출가 |                            |
| 오타게            | おたけ                  | おたけ                     | 셔플 포켓           | 예능인                 |                            |
| 오바타노 오니상   | おばたのお兄さん        | おばたのおにいさん         |                     | 예능인                 |                            |
| 카나다 사토시     | 金田哲                  | かなだ さとし              | 한냐                | 예능인                 |                            |
| 카와시마 아키요시 | 川島章良                | かわしま あきよし          | 한냐                | 예능인                 |                            |
| 쿈                | きょん                  | きょん                     | 러브 레크란         | 예능인                 |                            |
| 겐                | ケン                    | ケン                       | 미즈타마 렛푸우타이 | 예능인                 |                            |
| 코이테            | こいで                  | こいで                     | 샴푸 햇             | 예능인                 |                            |
| 코모토 신이치     | 河本準一                | こうもと じゅんいち        | 차장과장            | 예능인                 | 캡틴                       |
| 코테라 마리       | 小寺真理                | こてら まり                | 요시모토 신희극     | 예능인                 |                            |
| 사이토 츠카사     | 斎藤司                  | さいとう つかさ            | 트렌디 엔젤         | 예능인                 | 한정 센터                  |
| 사카키바라 테츠지 | 榊原徹士                | さかきばら てつじ          |                     | 가수, 배우, 패션 모델  |                            |
| ♥사유리           | ♥さゆり                 | さゆり                     | 카츠미♥사유리       | 예능인                 |                            |
| 시마다 타마요     | 島田珠代                | しまだ たまよ              | 요시모토 신희극     | 예능인                 |                            |
| 슈호              | SHUHO                   | シュウホウ                 |                     | 댄서                   |                            |
| 슌슌클리닉P       | しゅんしゅんクリニックP | しゅんしゅんクリニックピー | 슌슌클리닉비        | 예능인, 의사           | 아내는 전 멤버 미아키 리호 |
| 타카시            | たかし                  | たかし                     | 트렌디 엔젤         | 예능인                 |                            |
| 타나카 싱글       | 田中シングル            | たなか シングル            | 8.6초 버스가이      | 예능인                 |                            |
| 테츠시            | てつじ                  | てつじ                     | 샴푸 햇             | 예능인                 |                            |
| 나다기 타케시     | なだぎ武                | なだぎ たけし              |                     | 예능인                 |                            |
| 니시무라 슌지     | 西村真二                | にしむら しんじ            | 러브 레크란         | 예능인                 |                            |
| 히데보            | HIDEBOH                 | ひでぼう                   |                     | 탭댄서                 |                            |
| 히나타            | 光永                    | ひなた                     |                     | 예능인                 |                            |
| 후지이 나오       | 藤井菜央                | ふじい なお                |                     | 탤런트                 | 1기생 최연소               |
| 마사루코          | マサルコ                | マサルコ                   |                     | 예능인                 |                            |
| 마챠아키          | まちゃあき              | まちゃあき                 | 에크스 프로션       | 댄서, 안무가           |                            |
| 마츠우라 시호     | 松浦志穂                | まつうら しほ              | 스파이크            | 예능인                 |                            |
| 마히로            | まひる                  | まひる                     | 간바레루야          | 예능인                 |                            |
| 무라카미 쇼지     | 村上ショージ            | むらかみ ショージ          |                     | 예능인                 | 그룹 최연장자              |
| 야기 마스미       | 八木真澄                | やぎ ますみ                | 사바나              | 예능인                 |                            |
| 야마모토 케이이치 | 山本圭壱                | やまもと けいいち          | 도라쿠 돈보         | 예능인                 |                            |
| 유리양 리트리버   | ゆりやんレトリィバァ    | ゆりやんレトリィバァ       |                     | 예능인                 |                            |
| 요시코            | よしこ                  | よしこ                     | 간바레루야          | 예능인                 |                            |

### 2기생
| 이름            | 일본어 표기    | 요미가나            | 소속 그룹 및 콤비            | 직함 | 비고           |
| --------------- | -------------- | ------------------- | ---------------------------- | ---- | -------------- |
| 우에니시 토키오 | 上西ときヲ     | うえにし ときを     | 토키오리히토                 |      |                |
| 오사코 마미     | 大迫麻未       | おおさこ まみ       | NSC 오사카                   |      |                |
| 오바라 요시오   | おばらよしお   | おばらよしお        | 에그 스프로션                |      |                |
| 카지와라 하야테 | 梶原颯         | かじはら はやて     |                              |      |                |
| 카바사와 마도카 | 樺澤まどか     | かばさわ まどか     | 요시모토 스태프              |      |                |
| 키쿠치 코스케   | 菊地浩輔       | きくち こうすけ     | 치몬쵸쥬                     |      |                |
| 키하라 미유     | 木原実優       | きはら みゆ         |                              |      |                |
| 사카모토 쥰이치 | 坂本純一       | さかもと じゅんいち | GAG                          |      |                |
| 사타케 마사후미 | 佐竹正史       | さたけ まさふみ     | 비스케티                     |      |                |
| 소타 야마모토   | ソウタヤマモト | ソウタヤマモト      | 오장육부                     |      |                |
| 토구치 카즈시   | 渡口和志       | とぐち かずし       | Ooops！                      |      | 그룹 최연소    |
| 토지마 리피토   | 戸島りぴーと   | とじま りぴーと     | 토키오리히토                 |      |                |
| 하라 히로타     | 原浩大         | はら こうだい       | 나이트메아케오스트라콘       |      |                |
| 히가 류카       | 比嘉琉々香     | ひが るるか         | 오키나와 러브 & 피스센분가쿠 |      |                |
| 후지모리 렌게   | 藤森蓮華       | ふじもり れんげ     | HBDA                         |      |                |
| 마츠우라 케이코 | 松浦景子       | まつうら けいこ     | 요시모토 신희극              |      |                |
| 마루이루이      | まるいるい     | まるいるい          | 타마유라 학원                |      |                |
| 미노사코 카나   | 箕迫かな       | みのさこ かな       | NSC 오사카                   |      |                |
| 롯시            | ロッシー       | ロッシー            | 야성폭탄                     |      | 2기생 최연장자 |

### 전 멤버
| 이름            | 일본어 표기 | 요미가나        | 소속 그룹 및 콤비 | 직함   | 졸업·탈퇴일     | 가입기 | 비고                                                         |
| --------------- | ----------- | --------------- | ----------------- | ------ | --------------- | ------ | ------------------------------------------------------------ |
| 노자와 나오코   | 野沢直子    | のざわ なおこ   |                   | 예능인 | 2019년 8월 18일 | 1기    |                                                              |
| 미아키 리호     | 三秋里歩    | みあき りほ     |                   | 탤런트 | 2020년 3월 31일 | 1기    | 본명 : 코타니 리호(小谷里歩) 전 NMB48 팀N 남편은 슌슌클리닉P |
| 타쿠            | TAK         | たく            | 전 Ooops！        |        | 2021년 3월 31일 | 2기    |                                                              |
| 오카하타 히나나 | 岡畑雛生    | おかはた ひなな | 전 Re:Complex     |        | 2021년 9월 9일  | 2기    |                                                              |
| 타카노 유이     | 高野祐衣    | たかの ゆい     |                   | 탤런트 | 2021년 10월 1일 | 1기    | 전 NMB48 팀M                                                 |

## 음반 목록

### 싱글
| 1 | 2018년 12월 26일 | 泣かせてくれよ 울게 해줘              | 3위 |
| 2 | 2019년 5월 8일   | 今夜はええやん 오늘밤은 좋구마이      | 3위 |
| 3 | 2019년 12월 25일 | 不能ではいられない 불가능할 수는 없어 | 3위 |

### 앨범
| 1 | 2022년 2월 2일 | That’s Life～それも人生じゃん～ That's Life ~그것도 인생이잖아~ | 22위 |

## 같이 보기
- 노기자카46
- 사쿠라자카46
- 히나타자카46